# ذو خير (إب)

تعديل مصدري - تعديل

ذو خير محلة تابعة لقرية عقد، التابعة لعزلة جبل معود بمديرية إب إحدى مديريات محافظة إب في الجمهورية اليمنية.، بلغ تعداد سكانها 73 حسب تعداد اليمن لعام 2004.